# Alina Kalicka-Kraj
Alina Kalicka-Kraj (ur. 10 grudnia 1953, zm. 18 marca 2019 w Krakowie) – polska pilotka, członek Aeroklubu Krakowskiego.

## Życiorys
Ukończyła studia na Wydziale Geologii AGH. W 1972 roku odbyła szkolenie szybowcowe na szybowcu Czapla. Rok później pod opieką Piotra Artymowicza rozpoczęła szkolenie w lotach na samolocie Jak-18. Pracowała jako geolog w Zespole Uzdrowisk Krakowskich i Przedsiębiorstwie Geologicznym w Krakowie. Zmarła w 2019 roku w Krakowie i została pochowana na Cmentarzu Batowickim.

## Kariera sportowa
Była członkiem Aeroklubu Krakowskiego oraz kadry narodowej. W 174 roku zajęła 4. miejsce w Mistrzostwach Polski juniorów startując z M. Sznajder jako nawigatorką. W 1974 roku po raz pierwszy wystartowała w XVII Mistrzostwach Polski Rajdowo-Nawigacyjnych razem z Marianem Wajdą. Startując w tym samym zespole zwyciężyli podczas XVIII Lotu Południowo-Zachodniej Polski im F. Żwirki w 1975 roku. W tym samym roku wygrała startując jako pilot razem z Mieczysławem Przepiórką jako nawigatorem okręgowe zawody nawigacyjne III ligi. Podczas zawodów załoga musiała odnaleźć konkretne obiekty na podstawie zdjęć i wykładanych znaków. W sierpniu 1977 roku wygrała XIX Lot Południowo-Zachodniej Polski im. Franciszka Żwirki startując razem z Mirosławą Sznajder. 